# Silverton (Colorado)
Silverton [ˈsɪlvɚtn̩] ist eine kleine Gemeinde im US-Bundesstaat Colorado und Verwaltungssitz von San Juan County. Das U.S. Census Bureau hat bei der Volkszählung 2020 eine Einwohnerzahl von 622 ermittelt.
Silverton liegt in einem Tal des San-Juan-Gebirges rund 280 km südwestlich von Colorado Springs und rund 90 km nördlich der neumexikanischen Grenze. Silverton wurde nach Silberfunden in den 1870er Jahren gegründet und war rund zehn Jahre später mit dem Anschluss an das Eisenbahnnetz auf dem Höhepunkt seiner Geschichte angelangt.
Silverton ist über die zwischen Durango und Ridgway als Million Dollar Highway bekannte Fernstraße 550 erschlossen, die die Gemeinde über den Red Mountain Pass mit Ouray und über den Molas Pass mit Durango, dem touristischen Zentrum des südwestlichen Colorado, verbindet. Die Stadt lebt heute vor allem vom Tourismus, was durch eine täglich verkehrende Dampfeisenbahn der Durango and Silverton Narrow Gauge Railroad aus Durango sichergestellt wird. Seit 1992 ist die Stadt Start- und Zielort des Anfang Juli stattfindenden Hardrock Hundred Mile Endurance Run.
Der alte Kern Silvertons um die Blair Street wurde am 4. Juli 1961 als Historic District zur National Historic Landmark erklärt. Im Oktober 1966 wurde der Silverton Historic District in das National Register of Historic Places aufgenommen.